# Петропавловск Камчатски
Петропавловск Камчатски (на руски: Петропавловск-Камчатский) е град в Русия, административен център на Камчатски край.

## География
Разположен е на Камчатския полуостров, на бреговете на Тихия океан. Пристанище на Авачинския залив на източното крайбрежие на полуостров Камчатка. През 2018 г. градът има население от 181 216 жители.

## История
Петропавловск Камчатски е сред най-старите градове в руския Далечен изток. Градът е основан под ръководството на Витус Беринг и Алексей Чириков на 17 октомври 1740 г. като Петропавловски острог на мястото на камчадалското селище Аушин. Наименованието идва от името на корабите на експедицията „Свети апостол Петър“ и „Свети апостол Павел“.

## Население
Мнозинството (79%) от жителите на града са руснаци. Големите малцинства (над 1000 души) са представени от украинци, татари и беларуси. Населението на Петропавловск Камчатски достига максимума си през 1991 г., когато в града живеят 273 000 души. Вследствие икономическата криза след разпадането на СССР, населението оттогава постепенно намалява.
| 1825    | 1840    | 1854    | 1863    | 1881    | 1897    | 1913    |
| ------- | ------- | ------- | ------- | ------- | ------- | ------- |
| 938     | 641     | 1531    | 621     | 330     | 395     | 1690    |
| 1923    | 1926    | 1931    | 1939    | 1959    | 1970    | 1973    |
| 1193    | 1691    | 6000    | 35 373  | 85 582  | 153 885 | 179 000 |
| 1975    | 1979    | 1982    | 1985    | 1986    | 1989    | 1990    |
| 200 000 | 214 977 | 232 000 | 252 000 | 248 000 | 268 747 | 236 000 |
| 1991    | 1993    | 1995    | 1997    | 1999    | 2001    | 2002    |
| 273 000 | 265 000 | 213 000 | 202 000 | 200 000 | 197 000 | 198 028 |
| 2004    | 2006    | 2008    | 2010    | 2012    | 2014    | 2015    |
| 197 000 | 195 200 | 194 900 | 179 780 | 179 784 | 182 711 | 181 015 |

## Климат
Разположен е в зона на субарктичен климат, но поради голямото влияние на морето, често проявява черти на умерен. Средната годишна температура е 1,9 °C.
| Климатични данни за Петропавловск Камчатски | Климатични данни за Петропавловск Камчатски | Климатични данни за Петропавловск Камчатски | Климатични данни за Петропавловск Камчатски | Климатични данни за Петропавловск Камчатски | Климатични данни за Петропавловск Камчатски | Климатични данни за Петропавловск Камчатски | Климатични данни за Петропавловск Камчатски | Климатични данни за Петропавловск Камчатски | Климатични данни за Петропавловск Камчатски | Климатични данни за Петропавловск Камчатски | Климатични данни за Петропавловск Камчатски | Климатични данни за Петропавловск Камчатски | Климатични данни за Петропавловск Камчатски |
| Месеци                                      | яну.                                        | фев.                                        | март                                        | апр.                                        | май                                         | юни                                         | юли                                         | авг.                                        | сеп.                                        | окт.                                        | ное.                                        | дек.                                        | Годишно                                     |
| Абсолютни максимални температури (°C)       | 4,4                                         | 5,3                                         | 6,8                                         | 18,1                                        | 20,6                                        | 27,6                                        | 30,0                                        | 27,7                                        | 24,4                                        | 17,9                                        | 12,6                                        | 7,4                                         | 30,0                                        |
| Средни максимални температури (°C)          | −5,1                                        | −4,5                                        | −1,8                                        | 2,1                                         | 6,6                                         | 11,9                                        | 15,0                                        | 15,9                                        | 13,2                                        | 7,8                                         | 1,0                                         | −3,5                                        | 4,9                                         |
| Средни температури (°C)                     | −7,6                                        | −7,1                                        | −4,6                                        | −0,6                                        | 3,4                                         | 8,2                                         | 11,5                                        | 12,5                                        | 9,7                                         | 4,9                                         | −1,3                                        | −5,8                                        | 1,9                                         |
| Средни минимални температури (°C)           | −9,8                                        | −9,4                                        | −7                                          | −2,6                                        | 1,2                                         | 5,7                                         | 9,3                                         | 10,2                                        | 7,1                                         | 2,6                                         | −3,3                                        | −7,9                                        | −0,3                                        |
| Абсолютни минимални температури (°C)        | −28,6                                       | −31,7                                       | −24,8                                       | −14,8                                       | −7,2                                        | −5,5                                        | 2,5                                         | 2,6                                         | −1,1                                        | −7,5                                        | −16,5                                       | −26                                         | −31,7                                       |
| Средни месечни валежи (mm)                  | 118                                         | 80                                          | 84                                          | 90                                          | 64                                          | 53                                          | 62                                          | 91                                          | 111                                         | 174                                         | 130                                         | 109                                         | 1166                                        |
| ------------------------------------------- | ------------------------------------------- | ------------------------------------------- | ------------------------------------------- | ------------------------------------------- | ------------------------------------------- | ------------------------------------------- | ------------------------------------------- | ------------------------------------------- | ------------------------------------------- | ------------------------------------------- | ------------------------------------------- | ------------------------------------------- | ------------------------------------------- |
| Източник: Погода и Климат                   |                                             |                                             |                                             |                                             |                                             |                                             |                                             |                                             |                                             |                                             |                                             |                                             |                                             |

## Икономика
Развити са кораборемонтна, рибоконсервна, дървообработваща промишленост. Голяма риболовна база. Удобно пристанище, което замръзва само за 3 месеца в годината.
Има институт по вулканология на АН на Русия.

## Побратимени градове
- Уналяска, САЩ
- Куширо, Япония
- / Севастопол, Русия/Украйна

## Галерия
- На фона на Корякския вулкан.
- Круизен лайнер (Авачински залив).
- Камчатският театър за драма и комедия.
- Улица „Съветска“.
- Вечерен изглед.
- Централното пристанище.